# Сардинки
Сардинки — це гра в хованки навпаки. Тільки один гравець ховається, поки всі інші гравці йдуть на полювання індивідуально.
Коли мисливець знаходить гравця, який сховався, замість того, щоб оголошувати про це, цей гравець заходить у його схованку разом з ним. І так далі, поки не сховаються всі учасники. Гра закінчується, коли останній гравець приєднується до інших. Він програє і зазвичай ховається наступним.
Хоча в неї можна грати з 3-5 людьми, найкраще грати в неї групою з 10-20 осіб. Таким чином, коли гравці влаштовуються в початковій схованці, вони стають скупченими, як сардини.
У сардинки часто грають у темряві.